# IBM System/360 Model 91
IBM System/360 Model 91 — модель серии компьютеров IBM System/360 компании IBM. Объявлена в 1964 году как конкурент суперкомпьютеру CDC 6600 компании Control Data Corporation. Модель 91 была самой производительной в линейке IBM S/360 и предназначалась для научных вычислений и использовалась для исследования космоса, в физике элементарных частиц и численного прогноза погоды.

## Описание
Модель 91 была первым компьютером IBM, поддерживающим внеочередное исполнение инструкций. В компьютере были реализованы многие новшества для использования параллелизма на уровне команд: конвейеризация исполнительных устройств, переименование регистров, предсказание переходов, динамическое обнаружение конфликтов памяти. В модуле вещественной арифметики был впервые реализован Алгоритм Томасуло, который он описал в 1967 году. Этот алгоритм использовал переименование регистров для внеочередного исполнения инструкций. Многие эти идеи на 25 лет практически были забыты, пока их не стали активно использовать в микропроцессорах в 1990-х годах.
В Модели 91 использовалась гибридная технология ASLT (advanced solid logic technology). 120 000 логических вентилей реализованы на ЭСЛ-логике. Время тактового цикла процессора составляло 60 нс (то есть частота была порядка 16,6 МГц). В Модели 195 оно сократилось до 54 нс. Быстрейшие команды исполнялись за 1 такт. Время доступа к памяти — 780 нс (13 тактов). Память могла содержать 4, 8 или 16 блоков, работающих независимо (многоканальная архитектура памяти).
Операционная система: OS/360.

## Модель 95
На основе Модели 91 по спецзаказу была изготовлена Модель 95, в которой память на магнитных сердечниках была заменена на память на тонких магнитных плёнках с временем доступа в 250 нс. Всего было изготовлено 2 экземпляра Модели 95; оба были закуплены агентством NASA.

## Использование

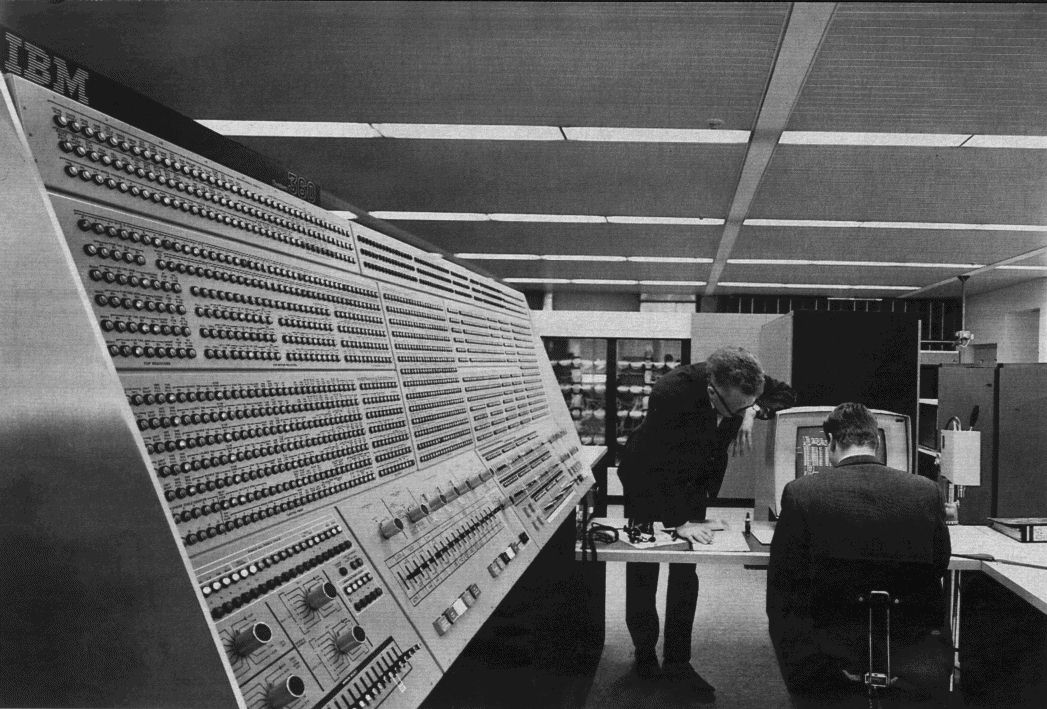
Консоль оператора System/360 Model 91 в Центре космических полётов Годдарда.

Первый экземпляр Модели 91 был поставлен в Центр космических полётов Годдарда NASA в октябре 1967 года (с 9-месячным опозданием) и на момент пуска (в январе 1968 года) являлся самым мощным компьютером. Он был способен выполнять 16,(6) млн простых команд в секунду. Объём памяти этого экземпляра составлял 2 МБ, максимально возможный — 6 МБ.
Модель 91 не достигла большого успеха на рынке. Из-за своей сложности она слишком поздно вышла на рынок, где ей пришлось конкурировать с более поздней и более совершенной Моделью 85 — первым компьютером IBM с кэшем.
Всего было создано 15 экземпляров Модели 91, 4 из которых IBM использовала для своих личных целей. С 1968 года заказы на Модель 91 не принимались.

## Модель 195
В 1970 году была выпущена модификация этого компьютера под названием Модель 195 сначала в серии S/360, затем в серии S/370.
Были слухи о выпуске Модели 92 с временем доступа к памяти 500 нс, но эта модель так и не увидела свет.